# 周盛傳
周盛傳（？—1884年），字薪如，安徽合肥人，兄周盛波，皆同平定太平天国捻軍之淮軍、清軍名將。

## 安徽鄉勇
- 盛传偕诸兄集丁壮团练。咸丰三年，太平軍扰合肥，率百馀人击败之，擒太平軍目马千禄。五年，兄盛华阵亡，盛传与盛波分领团从，防战数有功，奖叙把总。十一年，赴援寿州，擢千总。
- 同治元年，盛波从李鸿章援江苏，盛传充亲兵营哨官(前鋒)，从克嘉定及战四江口，累擢游击。二年，回籍增募勇丁，会攻太仓，太平軍酋蔡元隆诈降，设伏狙击官军，盛传独严备，不为所挫。越数日，偕诸军一鼓克之，驻军双凤镇，为太平軍所围，连战三昼夜，破之，克昆山，赐号勋勇巴图鲁。攻江阴，毁东门太平軍营，城复，擢参将。迭战东亭镇、兴隆桥、鸭城桥、西仓，遂克无锡，功尤多，超擢以总兵记名。
- 进攻常州，三年，进逼郡城南门，太平軍突出拒，盛传且战且筑营，贼屡抄后路，皆击退。登石桥督战，桥断堕水，又受砲伤，绝而复甦。越数日，裹创会攻，攀城先登。克常州，同治皇帝诏以总兵遇缺先行题奏，加提督衔。以抚标亲兵三营改为[传字营]，盛传始独领一军，移防溧阳。寻会铭军克广德州。

## 剿捻軍
- 四年，调剿捻軍，偕兄盛波援雉河集，自睢宁、宿州转战而前。将至，捻酋任柱以马队突犯，盛传坚阵不动，出奇兵抄捻軍后，捻軍始卻，会诸军夹击，捻軍溃走，以提督记名。移防归德。
- 五年春，迭败捻軍於考城、钜野、城武、菏泽，诏嘉盛传兄弟苦战，同被珍赉。
- 五月，偕盛波破牛洛红於亳州，洛红被创夜遁，道死。追捻軍扶沟、鄢陵、许州，扼防周家口。时以长围困贼，盛传筑贾鲁河长墙，檄调为游击之师，解柘城、罗山围。六年，授广西右江镇总兵，偕盛波蹙贼信阳谭家河，斩馘逾万。追贼入山东，至江北海州，捻軍大衰。是年冬，任柱、赖文光均就歼。
- 七年春，偕盛波渡河会剿张宗禹，败捻軍於山东、直隶之间，守运河长墙。盛传伏炸砲於吴桥毛家，合马步逼贼入伏，砲发，捻軍尸蔽野。既而茌平合围，总愚走死，赐黄马褂。盛波乞假养亲，盛传代统全军，从李鸿章移师湖北。

## 平陝甘回變
- 九年，从鸿章赴陕西剿回，回回踞山中，督军进剿，破之於河兒川、孔岩寨，分兵於宜、洛、鄜、延之间，以远势兜围，先后擒贼酋马志龙、戴得胜，北山悉平。

## 修大沽砲台
- 是年秋，鸿章移督直隶，疏调盛传率所部屯卫畿辅。十年，移屯青县马厂。十二年，兴修大沽北塘砲台，筑内外土城各一，大砲台三，环置小砲七十有一。兵房、药库、仓廒、义塾及城外沟、河、桥、徬悉备，以所部任其役，捐[盛军]欠饷以济工费。十三年九月，工竣，诏遇提督缺出先行简放。

## 兴复京畿水利
- 时鸿章奉敕兴复京畿水利，盛传任津沽屯田事，履勘天津东南纵横百馀里，沮洳芜废，议疏潦、濬河渠，引淡涤咸，以变斥卤。
- 光绪二年，调天津镇，移屯兴工，开南运减河，自靳官屯抵大沽海口，减河两岸各开支河一、横河六，沟氵会河渠悉如法。建桥徬五十馀处，备蓄泄，使淡水咸水不相渗混，成稻田六万馀亩。滨河斥卤地沾水利，可垦以亿计。至六年工竣。
- 八年，擢湖南提督，仍留镇训练士卒，悉用西法，著操枪章程十二篇，军中以为法式。
- 十年，丁母忧，命改署理，予假回籍治丧。盛传事亲孝，未几，以哀毁伤发卒，光緒皇帝诏优恤，谥武壮，建专祠。